# Middlewood Way

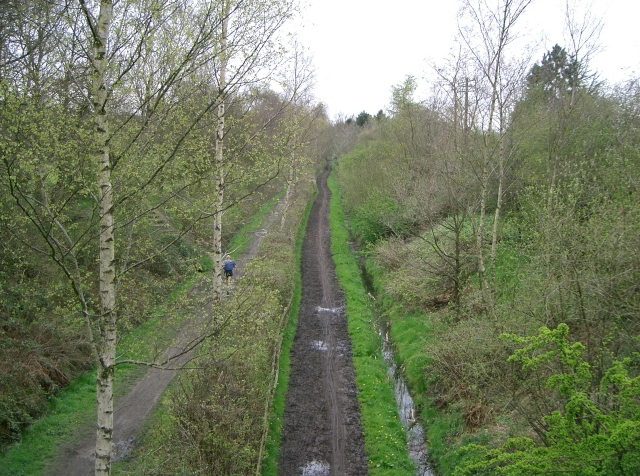
Middlewood Way na odcinku Marple-Bollington z osobnymi ścieżkami dla pieszych i koni

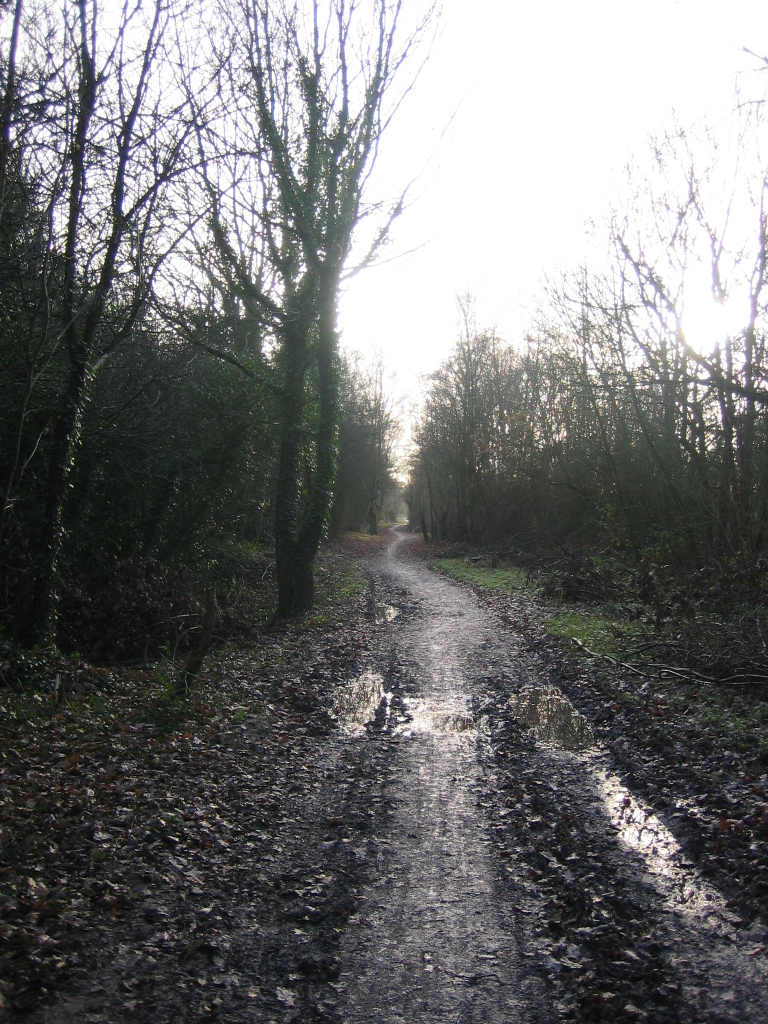
The Middlewood Way zimą

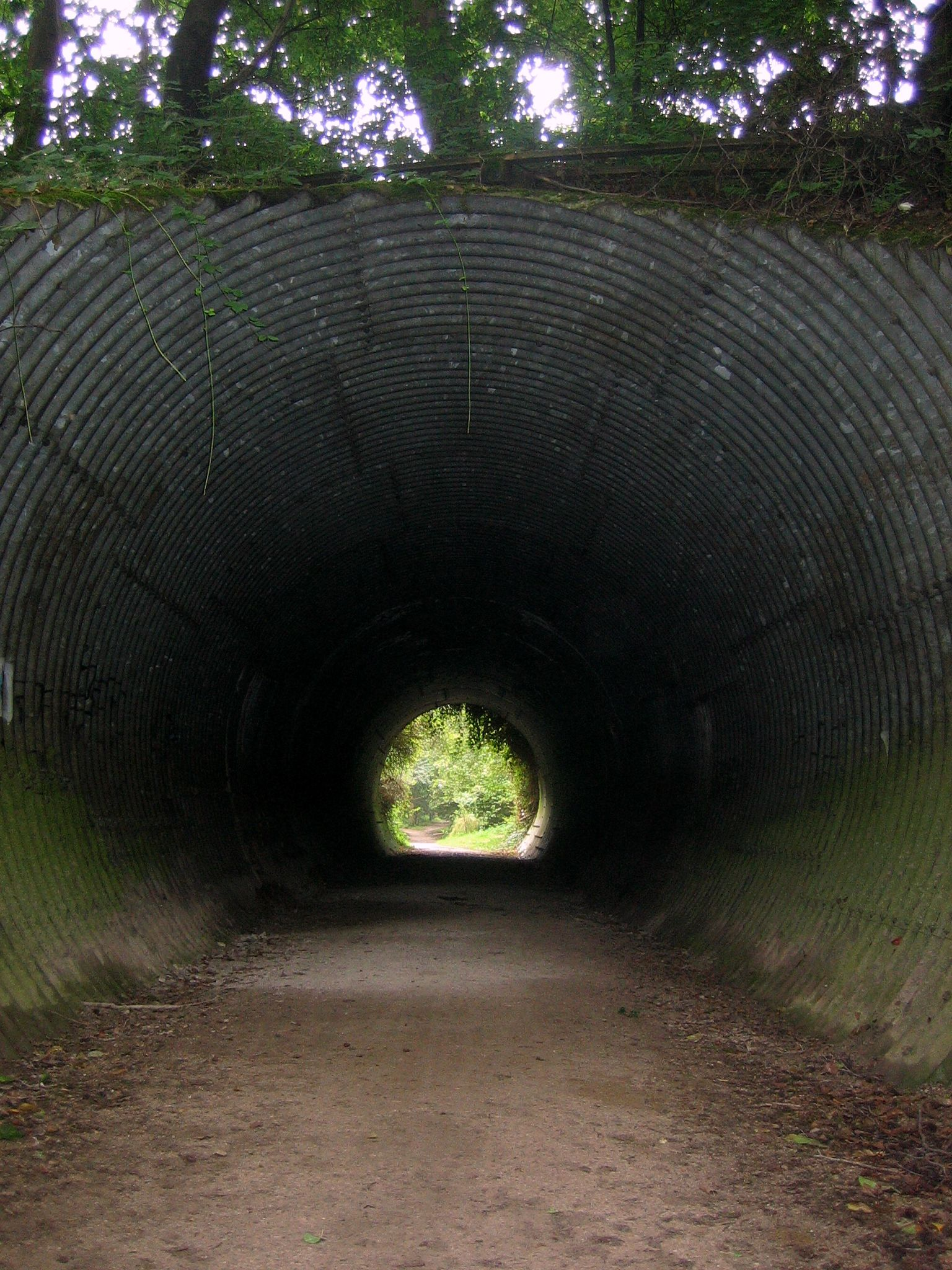
Tunel pod drogą A6 przy High Lane

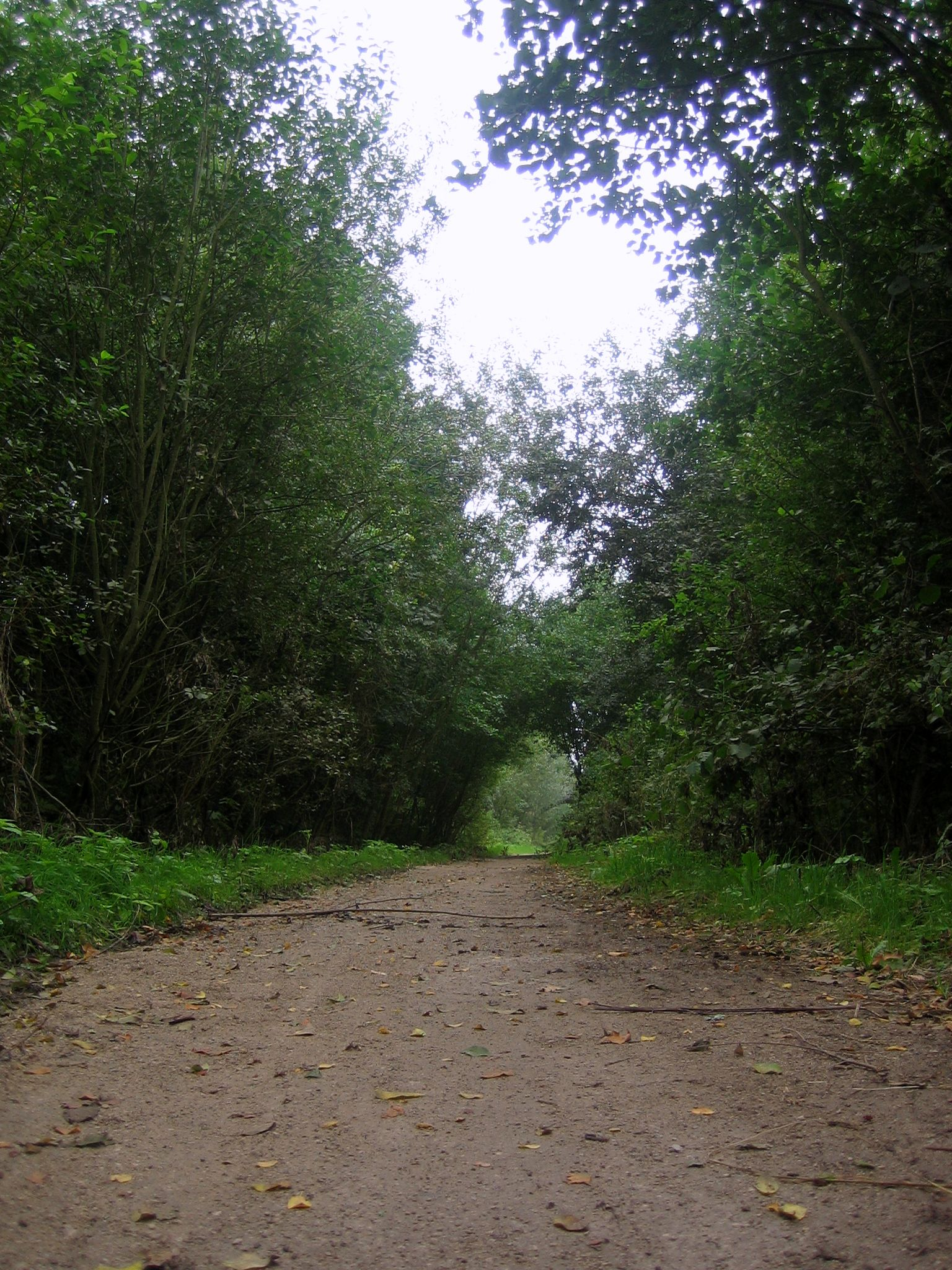
The Middlewood Way, wrzesień 2005

The Middlewood Way – 16-kilometrowej (10 mil) długości linearny park w Anglii, pomiędzy Macclesfield (53°15′36,36″N 2°07′22,44″E/53,260100 2,122900) i Rose Hill w Marple (53°23′42,00″N 2°04′38,64″E/53,395000 2,077400). Droga została otwarta 30 maja 1985 przez dr Davida Bellamy, oficera Orderu Imperium Brytyjskiego, pisarza i botanika.
Middlewood Way prowadzi trasą dawnej kolei łączącej Macclesfield, Bollington i Marple, działającej w latach 1869–1970. Poza pasażerami, linia przewoziła bawełnę, jedwab, węgiel z Poynton, kamień ze wsi Kerridge, kapelusze ze Stockport; jednak przynosiła straty i w 1970 została zamknięta.
W 1985 ukończono przebudowę i obecnie Middlewood Way jest ścieżką rekreacyjną dla pieszych, rowerzystów, biegaczy i jeżdżących konno. Do fauny zamieszkującej teren Middlewood Way należą typowe ptaki polne i leśne, obserwowane przez cały rok. Droga biegnie wzdłuż Macclesfield Canal przechodząc przez Bollington i Higher Poynton. Do Middlewood Way można dojechać koleją do stacji w Macclesfield, Middlewood oraz Marple.
Droga biegnie przeważnie poziomo, co czyni ją dostępną dla użytkowników wózków inwalidzkich. Na odcinku pomiędzy Macclesfield i Bollington nawierzchnia jest wykonana z mieszanki asfaltu i żwiru (tarmac), jest w bardzo dobrym stanie, i po zmroku jest oświetlana latarniami. Na północ od Bollington nawierzchnia jest utwardzana, a jej stan zależy od pogody. Na odcinku od wiaduktu w Bollington przy Adlington Road do Rose Hill w Marple droga nadaje się do jazdy konnej. Middlewood Way łączy się z przebiegającymi wyżej, krzyżującymi się drogami, za pomocą schodów i czasem podjazdów. W Bollington Middlewood Way przebiega po wiadukcie nad rzeką, będącym punktem widokowym, z widokiem na okoliczne wzgórza i fabryki.
Middlewood Way jest częścią drogi 55 (Route 55) należącej do sieci dróg rowerowych National Cycle Network, biegnącej od Ironbridge do Preston.
Formalnie Middlewood Way nie jest drogą publiczną (public rights of way), a tylko umowną ścieżką (concessionary path, nazywanej również permissive path), co oznacza, że w pewne dni roku może być zamknięta. Od Macclesfield do Middlewood Station właścicielem i zarządcą drogi jest Cheshire East Council, a od Middlewood do Marple – Stockport Metropolitan Borough Council. Macclesfield Canal jest zarządzany przez Canal & River Trust (do 2 czerwca 2012 British Waterways).